# Flygbåtarna

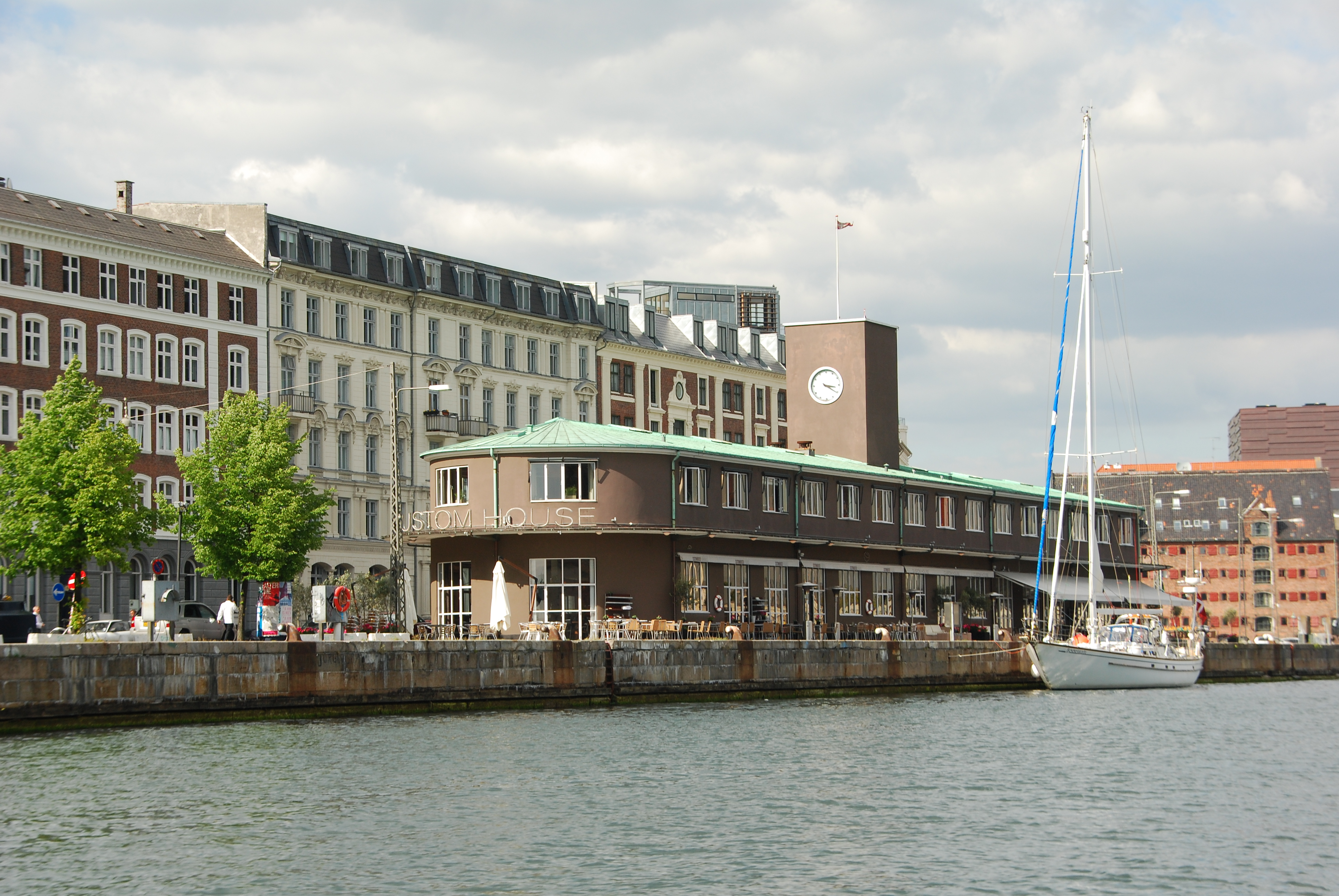
Flygbåtsterminalen vid Nyhavn i Köpenhamn, en nyare terminalbyggnad fanns tidigare längre ner på Havnegade.

Flygbåtarna (danska: Flyvebådene) var en båtlinje som 1963–2002 trafikerade linjen Malmö–Köpenhamn och några andra linjer i Öresund. Linjen startades av Rederi Aktiebolaget Sundfart och övertogs 1965 av Svenska Rederi AB Öresund (SRÖ) och Dampskibsselskabet Øresund (DSØ), de sista åren efter 1996 drevs trafiken av Scandlines.

## Historik

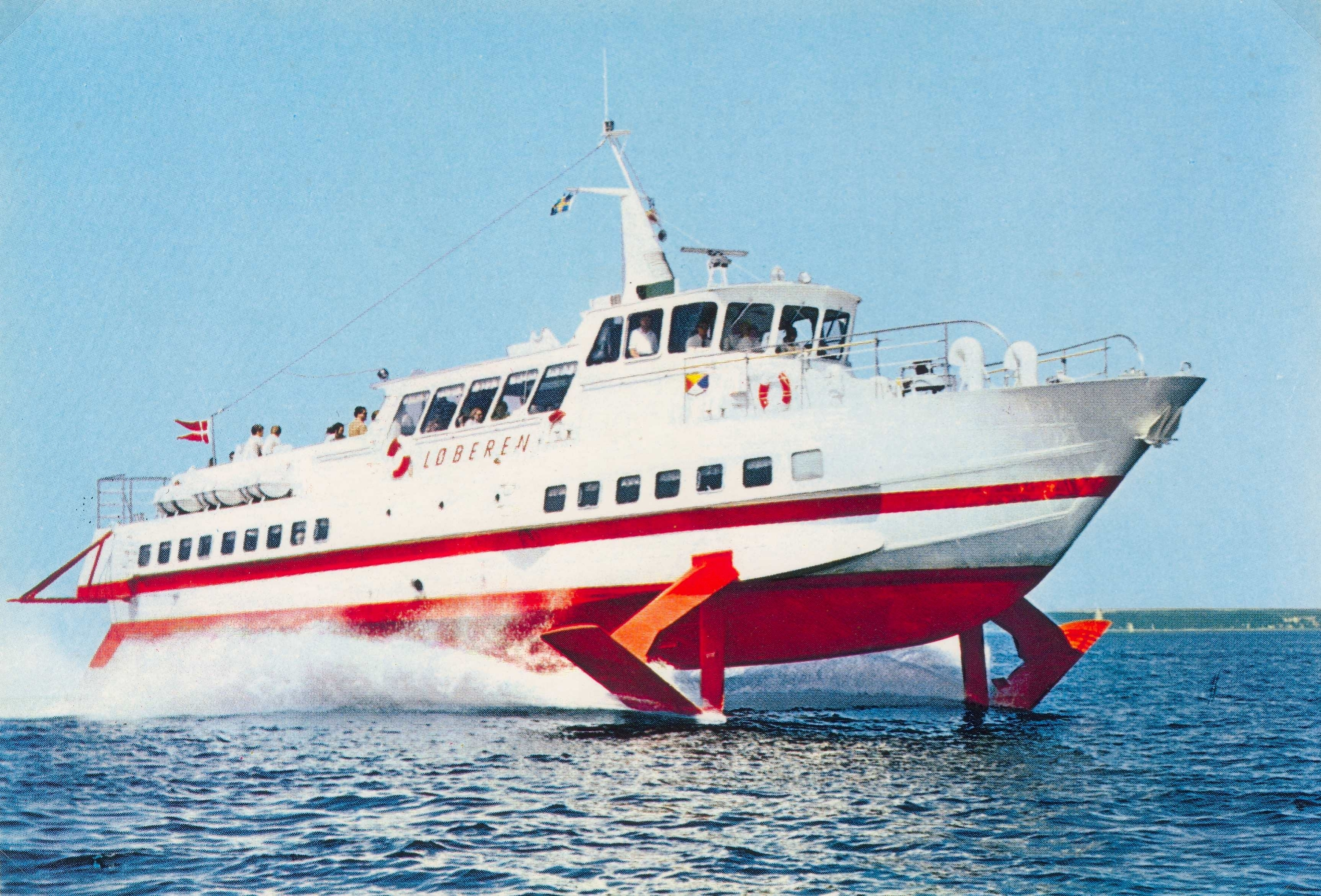
Bärplansbåten Løberen var i trafik för Flygbåtarna 1972-1985

Trafiken bedrevs ursprungligen med bärplansbåtar. Den första Öresundstrafiken med dessa snabba färjor körde en kortare period från september 1960. En bärplansbåt av modell PT-50 kallad Sirena gick då mellan Malmö och Köpenhamn som tog 95 passagerare och som levererats i maj samma år av varvet Rodriquez Cantieri Navali i Messina i Italien. Turerna pågick i några månader genom Finska Ångfartygs Ab (FÅA) och Rederi Aktiebolaget Sundfart och upphörde på grund av bland annat varvsstrejker och leveransproblem, och fartyget sattes därefter i trafik mellan Stockholm och Mariehamn. I mitten av juni 1963 återkom Sundfart med nystart av trafiken med ytterligare Rodriquez-båtar och det första halvåret hade 123 000 passagerare rest med Flygbåtarna.
I början av 1965 övertog Svenska Rederi AB Öresund verksamheten från Sundfart som dock fortsatte med snabblinjer mellan Helsingborg och periodvis Landskrona till Köpenhamn, men upphörde efter några år. 1964 hade Öresundsbolaget gått ut med att de planerade att utöka sin flotta med snabba bärplansbåtar och hade då beställt ytterligare två fartyg av typen PT-50 som levererades i maj och juli året efter då de tagit över Sundfart. Under rederiets första sju månader från juni till december 1965 hade 300 000 personer rest med rederiets nu tre nya snabbfärjor och turer till Kastrup flygplats för pendlare och affärsmän förekom. 1966 reste 536 000 passagerare. Verksamheten ökande och fler fartyg införskaffades och 1967 räknades passagerare nummer 1 miljon in sedan starten vilket motsvarade 19 000 turer.
Bärplansbåtarna ersattes av katamaraner från maj/juni 1977 då Tunen och Tranen, vilka hade den något längre överfartstiden på 45 minuter, sattes i trafik. 1987 säljs den sista bärplansbåten Viggen.

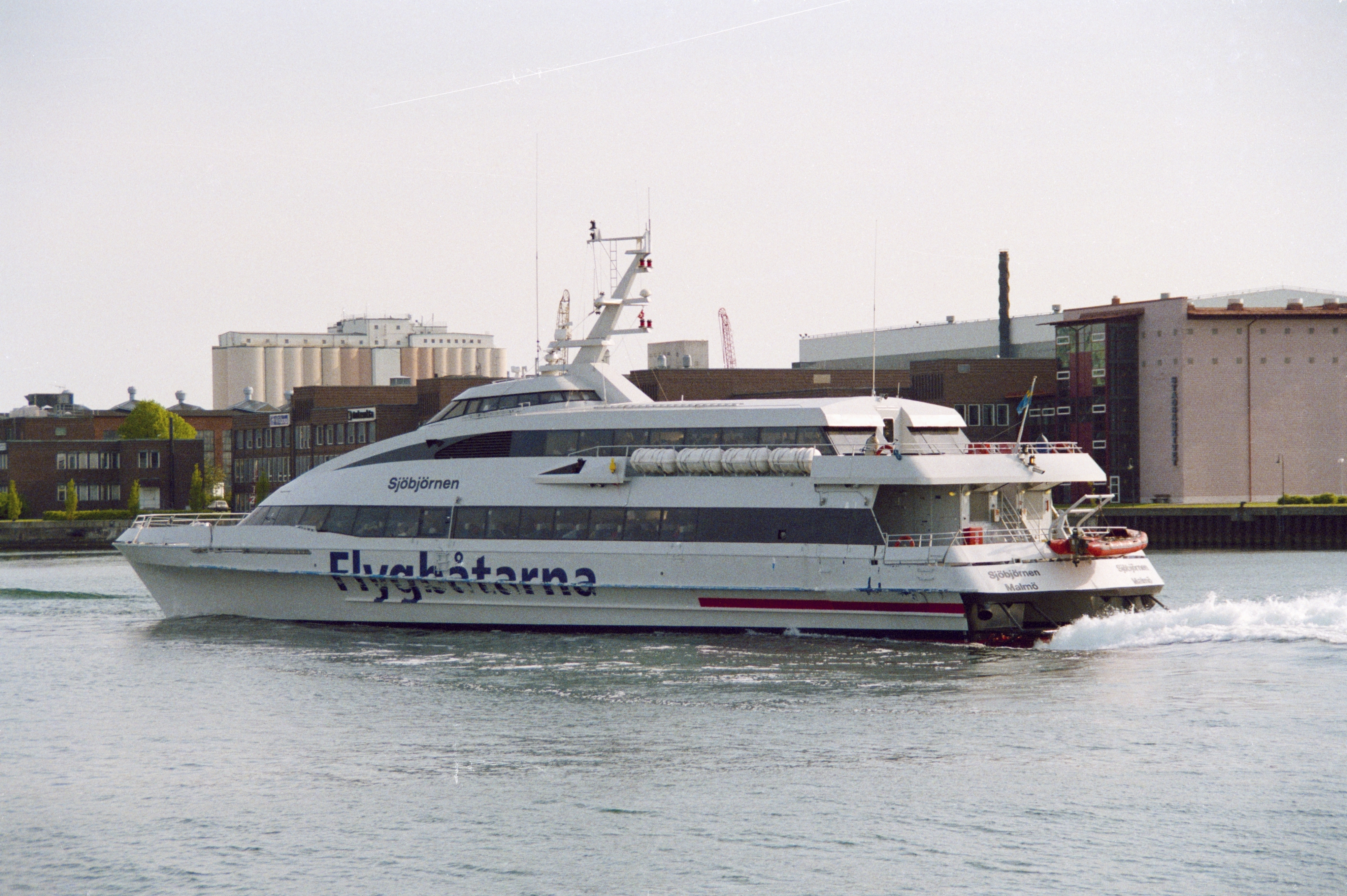
Katamaranen Sjöbjörnen var i trafik för Flygbåtarna 1995-2002

På valborgsmässoafton 2002 gjorde "Sjöbjörnen" sin sista tur i riktning mot Malmö. Två veckor senare meddelades att det italienska rederiet SNAV, som trafikerar linjer i Adriatiska havet, hade köpt tre av flygbåtarna som trafikerat Öresund.
Scandlines linjer Köpenhamn–Landskrona–Helsingör och Landskrona-Helsingör hade lagts ned redan i november 2001. De drabbades, liksom linjen Malmö–Köpenhamn, av ett minskat resande efter öppnandet av Öresundsbron den 1 juli 2000.